# Cabra d'avet

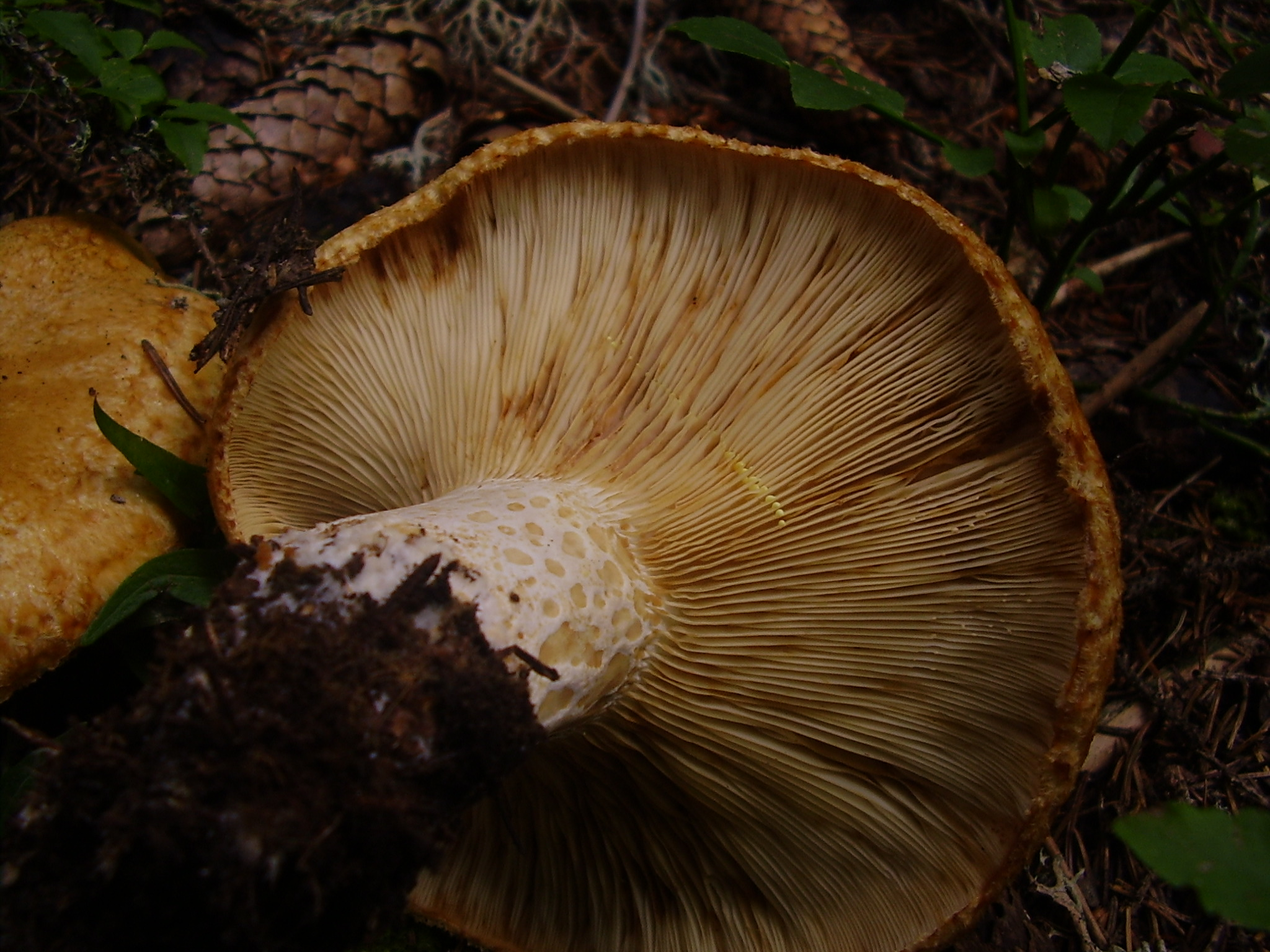
Pinetell bord.

La cabra d'avet (Lactarius scrobiculatus, del llatí scrobicula, fossa o clotet)  és una espècie de fong de l'ordre dels poliporals (Polyporales). És una lleterola del grup de les cabres (Lactarius secció Piperites). És un bolet tòxic que no s'ha de confondre amb el rovelló. La seua ingestió afecta la mucosa gàstrica.

## Morfologia
És de capell molsut, convex, enfonsat al mig, de color groguenc o lleugerament ataronjat, una mica clapat al marge. Té les làmines juntes, de color groc o quasi ataronjat. Desprenen un làtex blanc, cremós, que en contacte amb l'aire esdevé groc. L'esporada és groga o lleugerament amarronada. Posseeix un peu dur, cilíndric, envoltat de foradets de color més fosc.

## Hàbitat
És un bolet molt comú a les pinedes, on creix formant grups o erols. És el típic "enredaboletaires", ja que pel seu aspecte semblant al rovelló ha estat collit i consumit per boletaires inexperts.

## Comestibilitat
Aquest bolet és tòxic i produeix trastorns gastrointestinals. L'individu es veu afectat per forts vòmits i diarrees que acostumen a durar dos o tres dies amb repòs i dieta adequada. Tanmateix, el pinetell bord és cuinat i menjat a l'est d'Europa però, tot i així, no arriba eliminar totalment la seua toxicitat.

## Risc de confusió amb altres espècies
Cal recordar que la diferència més notable entre aquest bolet i el rovelló és que la cabra d'avet té les làmines grogues i no ataronjades, i que el làtex també és groc i no ataronjat o de color vermell intens.